# Nicolás Domingo
Nicolás Mario Domingo (Totoras, Santa Fe; 8 de abril de 1985) es un exfutbolista argentino que se desempeñaba como mediocampista.

## Trayectoria
Se inició como volante en las inferiores del Unión FC de Totoras donde jugó hasta el año 1999. Obteniendo 4 campeonatos de inferiores y saliendo en 2 de ellos goleador.

### River Plate
El 29 de mayo de 2005, Nicolás Domingo debutó en River Plate en la Primera División con la derrota frente a Gimnasia y Esgrima La Plata por 2-1, en la jornada 15 del Torneo Clausura 2005. En ese mismo partido también debutó Gonzalo Higuaín. Su primer tanto lo anotó contra Gimnasia y Esgrima de Jujuy. Se consagró campeón en el Torneo Clausura 2008.

### Genoa F.C.
El primero de julio de 2008 se fue a préstamo por 6 meses a Genoa, retornó a River Plate el 31 de diciembre de 2008 hasta fines de ese año.

### Arsenal de Sarandí
El 9 de enero de 2010 fue cedido a préstamo a Arsenal de Sarandí por 6 meses sin opción de compra.

### Peñarol
El 5 de agosto de 2010 fue cedido nuevamente a préstamo a Peñarol de Uruguay por un año, equipo con el cual logró llegar a la final de la Copa Libertadores 2011 obteniendo el subcampeonato de esa copa internacional, obtenida por el Santos, equipo donde en aquel entonces aún militaba Neymar.

### Regreso a River Plate
El 30 de junio volvió a River Plate, esta vez para ayudarlo a volver a la Primera División, consagrándose campeón.

### Deportivo Cuenca
A mediados de 2012 y habiendo terminado contrato con River, es contratado por el Deportivo Cuenca de Ecuador, a préstamo por un año sin opción de compra.

### Banfield
Luego de vencerse su contrato en Ecuador, su nuevo equipo fue Banfield de Argentina, a mediados del 2013, que militaba en la Primera B Nacional. En el club también se consagró campeón, devolviendo al club del Sur a la máxima categoría de ese país, al finalizar la primera temporada. Y Habiendo logrado la Clasificación a la Sudamericana 2016.

### Tercer ciclo en River Plate
Luego de clasificar a Banfield a la Copa Sudamericana para el 2016, llegó a un acuerdo con ambas dirigencias para rescindir su contrato con Banfield a 6 meses de vencerse, costo que se hace cargo su nuevo equipo, con quien firmó para jugar nuevamente, a partir del primero de enero de 2016.
El 4 de enero de 2016, firmaría contrato por 4 temporadas, nuevamente con River Plate, para disputar la temporada 2016 y la Copa Libertadores 2016. El 14 de febrero de 2016 haría su segundo gol en su cuarto ciclo con los millonarios, en la derrota 3-2 contra Belgrano, siendo de este el primer gol, pegándole desde afuera. Obteniendo la Recopa 2016 contra Independiente Santa Fe de Colombia y la Copa Argentina ese mismo año contra Rosario Central.

### Independiente
A mediados de 2017 rescindió contrato con River y firmó con otro club grande, el Club Atlético Independiente. En el rojo de Avellaneda alterna partidos como titular y suplente. Convirtió su primer gol en noviembre, justamente enfrentando a River Plate, partido que ganaría su equipo por 1-0.
Fue campeón de la Copa Sudamericana 2017 al empatar contra Flamengo en el mítico Maracaná. A partir de 2018 se convirtió en referente y pieza clave en el mediocampo del Rojo, y del Equipo de Ariel Holan siendo considerado un ídolo por la hinchada roja por su entrega y desempeño en el mediocampo de Independiente.

### Olimpia
Para la temporada 2020, fue transferido al Club Olimpia de Paraguay el 3 de enero.

### Regreso a Banfield
El 22 de agosto de 2021 vuelve a Banfield.

### Patronato
En enero de 2023 llega libre a Patronato.

### Regreso a Arsenal de Sarandí
En enero de 2024 vuelve a Arsenal. El 18 de febrero de 2025 anunció su retiro.

## Estadísticas
- Actualizado hasta el 19 de Febrero de 2025.

| Club                       | Div.                | Temporada           | Liga  | Liga  | Liga   | Copas Nacionales | Copas Nacionales | Copas Nacionales | Torneos Internacionales | Torneos Internacionales | Torneos Internacionales | Total | Total | Total  |
| Club                       | Div.                | Temporada           | Part. | Goles | Asist. | Part.            | Goles            | Asist.           | Part.                   | Goles                   | Asist.                  | Part. | Goles | Asist. |
| -------------------------- | ------------------- | ------------------- | ----- | ----- | ------ | ---------------- | ---------------- | ---------------- | ----------------------- | ----------------------- | ----------------------- | ----- | ----- | ------ |
| River Plate Argentina      | 1.ª                 | 2004-05             | 1     | 0     | 0      | -                | -                | -                | -                       | -                       | -                       | 1     | 0     | 0      |
| River Plate Argentina      | 1.ª                 | 2005-06             | 2     | 0     | 0      | -                | -                | -                | -                       | -                       | -                       | 2     | 0     | 0      |
| River Plate Argentina      | 1.ª                 | 2006-07             | 9     | 1     | 0      | -                | -                | -                | 1                       | 0                       | 0                       | 10    | 1     | 0      |
| River Plate Argentina      | 1.ª                 | 2007-08             | 10    | 0     | 0      | -                | -                | -                | 7                       | 0                       | 0                       | 17    | 0     | 0      |
| River Plate Argentina      | 1.ª                 | 2008-09             | 8     | 0     | 0      | -                | -                | -                | 4                       | 0                       | 0                       | 12    | 0     | 0      |
| River Plate Argentina      | 1.ª                 | 2009-10             | 8     | 0     | 0      | -                | -                | -                | -                       | -                       | -                       | 8     | 0     | 0      |
| River Plate Argentina      | 2.ª                 | 2011-12             | 8     | 0     | 0      | 4                | 0                | 1                | -                       | -                       | -                       | 12    | 0     | 1      |
| River Plate Argentina      | 1.ª                 | 2016                | 9     | 1     | 2      | -                | -                | -                | 7                       | 0                       | 0                       | 16    | 1     | 2      |
| River Plate Argentina      | 1.ª                 | 2016-17             | 4     | 0     | 0      | 1                | 0                | 0                | 3                       | 0                       | 0                       | 8     | 0     | 0      |
| River Plate Argentina      | Total               | Total               | 59    | 2     | 2      | 5                | 0                | 1                | 22                      | 0                       | 0                       | 86    | 2     | 3      |
| Genoa · Italia             | 1.ª                 | 2008-09             | 1     | 0     | 0      | -                | -                | -                | -                       | -                       | -                       | 1     | 0     | 0      |
| Genoa · Italia             | Total club          | Total club          | 1     | 0     | 0      | -                | -                | -                | -                       | -                       | -                       | 1     | 0     | 0      |
| Arsenal Argentina          | 1.ª                 | 2009-10             | 3     | 0     | 0      | -                | -                | -                | -                       | -                       | -                       | 3     | 0     | 0      |
| Arsenal Argentina          | 2.ª                 | 2024                | 36    | 3     | 1      | 2                | 1                | 0                | -                       | -                       | -                       | 38    | 4     | 1      |
| Arsenal Argentina          | Total club          | Total club          | 39    | 3     | 1      | 2                | 1                | 0                | -                       | -                       | -                       | 41    | 4     | 1      |
| Peñarol · Uruguay          | 1.ª                 | 2010-11             | 17    | 0     | 2      | -                | -                | -                | 6                       | 0                       | 0                       | 23    | 0     | 2      |
| Peñarol · Uruguay          | Total club          | Total club          | 17    | 0     | 2      | -                | -                | -                | 6                       | 0                       | 0                       | 23    | 0     | 2      |
| Deportivo Cuenca · Ecuador | 1.ª                 | 2012                | 16    | 1     | 0      | -                | -                | -                | -                       | -                       | -                       | 16    | 1     | 0      |
| Deportivo Cuenca · Ecuador | 1.ª                 | 2013                | 19    | 3     | 2      | -                | -                | -                | -                       | -                       | -                       | 19    | 3     | 2      |
| Deportivo Cuenca · Ecuador | Total club          | Total club          | 35    | 4     | 2      | -                | -                | -                | -                       | -                       | -                       | 35    | 4     | 2      |
| Banfield Argentina         | 2.ª                 | 2013-14             | 38    | 2     | 1      | -                | -                | -                | -                       | -                       | -                       | 38    | 2     | 1      |
| Banfield Argentina         | 1.ª                 | 2014                | 18    | 0     | 0      | 2                | 0                | 0                | -                       | -                       | -                       | 20    | 0     | 0      |
| Banfield Argentina         | 1.ª                 | 2015                | 32    | 0     | 3      | 1                | 0                | 0                | -                       | -                       | -                       | 33    | 0     | 3      |
| Banfield Argentina         | 1.ª                 | 2021                | 16    | 0     | 0      | 0                | 0                | 0                | -                       | -                       | -                       | 16    | 0     | 0      |
| Banfield Argentina         | 1.ª                 | 2022                | 19    | 1     | 0      | 15               | 0                | 0                | 5                       | 1                       | 0                       | 39    | 2     | 0      |
| Banfield Argentina         | Total club          | Total club          | 123   | 3     | 4      | 18               | 0                | 0                | 5                       | 1                       | 0                       | 146   | 4     | 4      |
| Independiente Argentina    | 1.ª                 | 2017-18             | 20    | 1     | 0      | 1                | 0                | 0                | 15                      | 0                       | 0                       | 36    | 1     | 0      |
| Independiente Argentina    | 1.ª                 | 2018-19             | 23    | 0     | 1      | 3                | 0                | 0                | 8                       | 0                       | 0                       | 34    | 0     | 1      |
| Independiente Argentina    | 1.ª                 | 2019-20             | 8     | 0     | 0      | 1                | 0                | 0                | 4                       | 0                       | 0                       | 13    | 0     | 0      |
| Independiente Argentina    | Total club          | Total club          | 51    | 1     | 1      | 5                | 0                | 0                | 27                      | 0                       | 0                       | 83    | 1     | 1      |
| Olimpia Paraguay           | 1.ª                 | 2020                | 23    | 1     | 1      | 0                | 0                | 0                | 2                       | 0                       | 0                       | 25    | 1     | 1      |
| Olimpia Paraguay           | 1.ª                 | 2021                | 3     | 0     | 0      | 0                | 0                | 0                | 0                       | 0                       | 0                       | 3     | 0     | 0      |
| Olimpia Paraguay           | Total club          | Total club          | 26    | 1     | 1      | 0                | 0                | 0                | 2                       | 0                       | 0                       | 28    | 1     | 1      |
| Patronato Argentina        | 2.ª                 | 2023                | 34    | 0     | 1      | 3                | 0                | 0                | 7                       | 0                       | 0                       | 44    | 0     | 1      |
| Patronato Argentina        | Total club          | Total club          | 34    | 0     | 1      | 3                | 0                | 0                | 7                       | 0                       | 0                       | 44    | 0     | 1      |
| Total en su carrera        | Total en su carrera | Total en su carrera | 385   | 14    | 14     | 35               | 1                | 1                | 69                      | 1                       | 0                       | 487   | 16    | 15     |

## Palmarés

### Campeonatos nacionales
| Título             | Club        | País      | Año     |
| ------------------ | ----------- | --------- | ------- |
| Primera División   | River Plate | Argentina | C-2008  |
| Primera B Nacional | River Plate | Argentina | 2011-12 |
| Primera B Nacional | Banfield    | Argentina | 2013-14 |
| Copa Argentina     | River Plate | Argentina | 2016    |
| Primera División   | Olimpia     | Paraguay  | C-2020  |

### Campeonatos internacionales
| Título              | Club          | Sede           | Año  |
| ------------------- | ------------- | -------------- | ---- |
| Recopa Sudamericana | River Plate   | Buenos Aires   | 2016 |
| Copa Sudamericana   | Independiente | Río de Janeiro | 2017 |
| Copa Suruga Bank    | Independiente | Osaka          | 2018 |